# Le Bar-sur-Loup

Le Bar-sur-Loup este o comună în departamentul Alpes-Maritimes din sud-estul Franței. În 1 ianuarie 2022 avea o populație de 2.960 de locuitori.